# Józef Pilarz
Józef Walerian Pilarz (ur. 10 czerwca 1956 w Barlinku, zm. 22 marca 2008) – polski polityk, ogrodnik, przedsiębiorca i rolnik, poseł na Sejm V kadencji.

## Życiorys
W 1977 ukończył Technikum Ogrodnicze w Owińskach. Pracował w tym zawodzie. Następnie prowadził 540-hektarowe gospodarstwo rolno-hodowlane w Potulinie oraz działalność gospodarczą w Wągrowcu.
W wyborach parlamentarnych w 2005 został z listy Samoobrony Rzeczpospolitej Polskiej wybrany posłem na Sejm V kadencji z okręgu konińskiego liczbą 6083 głosów. Pracował w Komisji Rolnictwa i Rozwoju Wsi. We wrześniu 2006 wraz z Tadeuszem Dębickim odszedł z partii, sprzeciwiając się odwołaniu Wojciecha Mojzesowicza z funkcji przewodniczącego Komisji Rolnictwa, a następnie przystąpił do nowo powstałego klubu parlamentarnego Ruchu Ludowo-Narodowego. W grudniu 2006 zasiadł w kole poselskim Ruch Ludowo-Chrześcijański. W lutym 2007 współtworzył partię Ruch Ludowo-Narodowy. Do śmierci zasiadał w jej zarządzie.
W październiku 2007 jako członek RLN bezskutecznie kandydował z listy Samoobrony RP w wyborach parlamentarnych w okręgu pilskim (otrzymał 611 głosów).

## Życie prywatne
Był żonaty, miał dwoje dzieci.